# Louis Auguste Blanqui

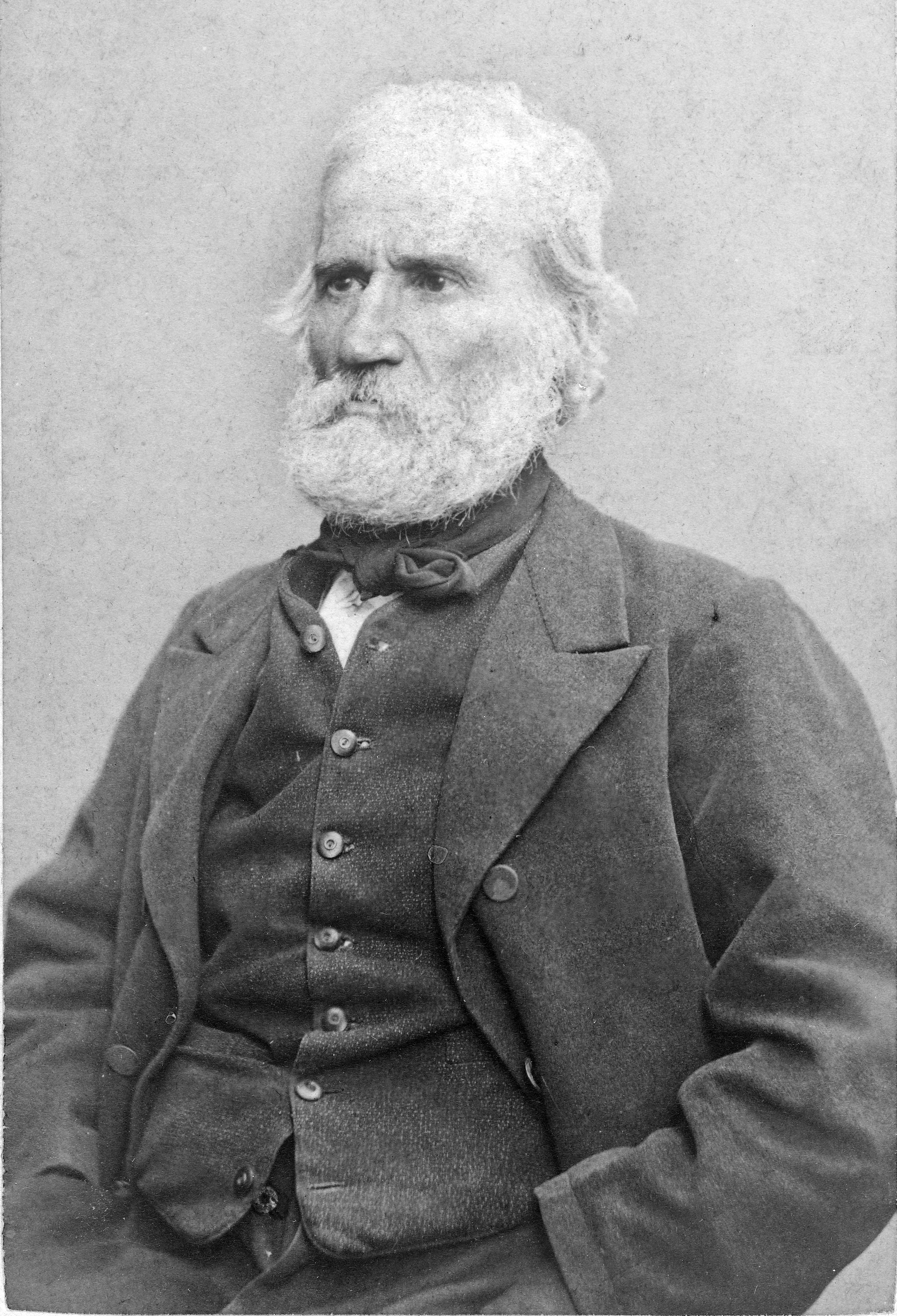
Louis Blanqui az 1870-es években

Louis Auguste Blanqui (Puget-Théniers, 1805. február 7. – Párizs, 1881. január 2.) francia forradalmár, politikus, a blanquizmus politikai irányzatának kidolgozója és névadója. Életének jelentős részét börtönben töltötte. Adolphe Jérôme Blanqui nemzetgazdasági író öccse.
A jó képességű fiatal kitűnő eredménnyel végezte el a líceumot. A Massin-intézetben lett tanár, ahol korábban tanult és mellette párhuzamosan jogot és orvostudományt hallgatott, de ezeket a forradalmak és a börtönbüntetések miatt már nem tudta befejezni. Belépett ugyanis a carbonari szövetségbe, majd tüntetéseken vett részt. Egy európai utazása során még apja Napóleon alatt játszott politikai szerepe miatt tartóztatták le Nizzában és akkor került először egy rövidebb ideig börtönbe. Később a júliusi forradalom eredményeivel volt elégedetlen és Benjamin Constant halálakor királyellenes röplapot szerkesztett.
Belépett az egyik legradikálisabb köztársaságpárti szervezetbe, a Nép Barátainak Társaságába (Société des amis du peuple). Kiváló szónokként hamarosan népszerű tagja lett a társaságnak, és amikor az állam pert indított a szervezet vezetői ellen, őt is elítélték egy évre. Szabadulása után újra a hatalom megdöntésén fáradozó társaságok soraiban találta magát. A forradalmi megmozdulásokban részt vevő Blanquit 1840. május 31-én halálra ítélték, majd kegyelmet kapott, és 1848-ig kilenc évet raboskodott nagyon nehéz körülmények között. Az 1848-as forradalmi megmozdulásokban is részt vett — bár nem volt teljesen meggyőződve arról, hogy a helyes úton járnak, de a lelkében összetört és kimerült forradalmár szerepvállalásáért újabb tíz év börtönt kapott.
Az új börtönviszonyok egy kicsit könnyebbek voltak; ekkor írta a Figyelmeztetés a néphez című felhívását, és rendszeresen olvashatott is. De azért itt is előfordult, hogy bántalmazták (politikai) fogolytársai, és volt olyan időszak, amikor az élete is veszélyben forgott. Szökni is megpróbált, ezért először Korzikára, majd onnan Algériába szállították. 1859-ben általános amnesztiával szabadult ki. Természetesen továbbra is megfigyelés alatt tartották. Nem hiába: szervezkedésért 1861 júniusában ismét letartóztatták, és újabb négy évre ítélték. Legendás forradalmi előélete miatt most már az elítéltek egyik legtekintélyesebb, legbefolyásosabb tagja lett, ekkoriban kapta az „Öreg” ragadványnevet. A fogságból 1865. augusztus 27-én fiatal blanquisták kalandos körülmények között, álruhában megszöktették és Brüsszelbe menekítették. Itt viszonylag nyugodt körülmények között dolgozhatott, és több írása is megjelent — így például az 1866-ban írt Útmutatás a fegyverfogáshoz című tanulmánya.
A párizsi kommünhöz sietve csatlakozott, és legfőbb feladatának a honvédelem megszervezését tartotta. A nemzeti gárda egyik parancsnoka lett, de betegen fogságba esett. A kommün választásán a város 18. és 20. kerületében képviselővé választották, és fogolycserével kívánták kiváltani, de csak nyolc év és három hónap börtön után szabadult ki. Ekkor újra belevetette magát a politikai küzdelmekbe, de szívroham következtében hamarosan elhunyt.

## Életútja

### Családja
Apja, Jean-Dominique Blanqui írással, politikával is foglalkozó gyáros volt, akit 1792-ben a forradalmi Konvent tagjává választottak. A jakobinusok hatalma idején börtönbe került, ahonnan a diktatúra bukása után szabadult. Előbb az 500-ak Tanácsának tagja, majd Bonaparte Napóleon alatt közigazgatási tisztséget töltött be, melytől a restauráció után megfosztották. Blanqui anyja, Sophie Brionville kitűnt nemes jellemével, megingás nélkül, mindvégig önfeláldozóan segítette fia harcát. Neves közgazdász és akadémikus bátyjával szintén bensőséges testvéri kapcsolatot ápolt, fiatalon politikai álláspontjuk is azonos volt. Később eltávolodtak egymástól. Nővérei egész életük során mind anyagilag, mind morálisan támogatták. Ez a szeretetteljes, megértő családi háttér – amit megkoronázott felesége állhatatos hűsége, – nagy szerepet játszott abban, hogy Blanquinak sikerült töretlen elszántsággal átvészelnie a csaknem fél életén át tartó börtönéveket.

### Diák, tanár, újságíró
Blanqui 1818-tól, tizenhárom éves korától Párizsban tanult, előbb intézeti iskolában, majd líceumban, ahol kivételes szellemi képességeivel korán elismerést szerzett. 1824-ben, 19 évesen, kitűnő eredménnyel végzett. Rövid ideig házitanító volt egy tábornok családjánál, majd tanári állást kapott a Massin-intézetben, ahol korábban diákoskodott. Emellett párhuzamosan jogot és orvostudományt hallgatott, de ezeket a stúdiumait sohasem fejezte be. 1824-ben lépett be az illegális carbonari szövetségbe, hamarosan megismerte Philippe Buonarroti műveit és Gracchus Babeuf tanait. 1827-ben több alkalommal diáktüntetéseken vett részt, ahol előbb kard, majd 1827. november 29-én golyó általi sebesülést szerzett. 1828-ban déli körutazást tett, előbb bejárta Piemontot, de Nizzában apja Napóleon alatt játszott politikai szerepe miatt letartóztatták. Ezek voltak első börtönben töltött napjai. Szabadon bocsátása után Spanyolországba utazott, ahonnan 1829 tavaszán tért vissza Párizsba. A Globe című ellenzéki, alkotmányos monarchista politikai irányzatú lapnál gyorsírói állást kapott, s rendszeresen kellett parlamenti ülésekről tudósítania. Ebben az időszakban ismerkedett meg Saint-Simon és Charles Fourier utópista szocialista eszméivel.

### A júliusi forradalom
Párizs, 1830. július 27–29.
Párizs, 1831. szeptember
Lyon, 1831. november
Párizs, 1832. június
Lyon, Párizs, 1834. április
1830 júliusában az elejétől részt vett a X. Károly elleni tüntetéseken, majd a július 27-én kezdődött három napos barikádharcokban. Blanqui elégedetlen volt a júliusi forradalom eredményeivel, a pénzarisztokráciát gazdasági hatalomhoz segítő Lajos Fülöp polgárkirályságával. 1830 decemberében, Benjamin Constant halálakor röplapot szerkesztett, melynek hatására a temetés politikai tömegdemonstrációvá vált. Továbbá intenzív ellenzéki szervezőtevékenységet fejtett ki az egyetemi hallgatók körében, melynek következtében december 29-én a tüntető diákok összecsaptak a rendőrséggel. Blanquit két társával együtt letartóztatták, s annak ellenére, hogy a sajtó védelmébe vette őket, három hétig börtönben tartották.

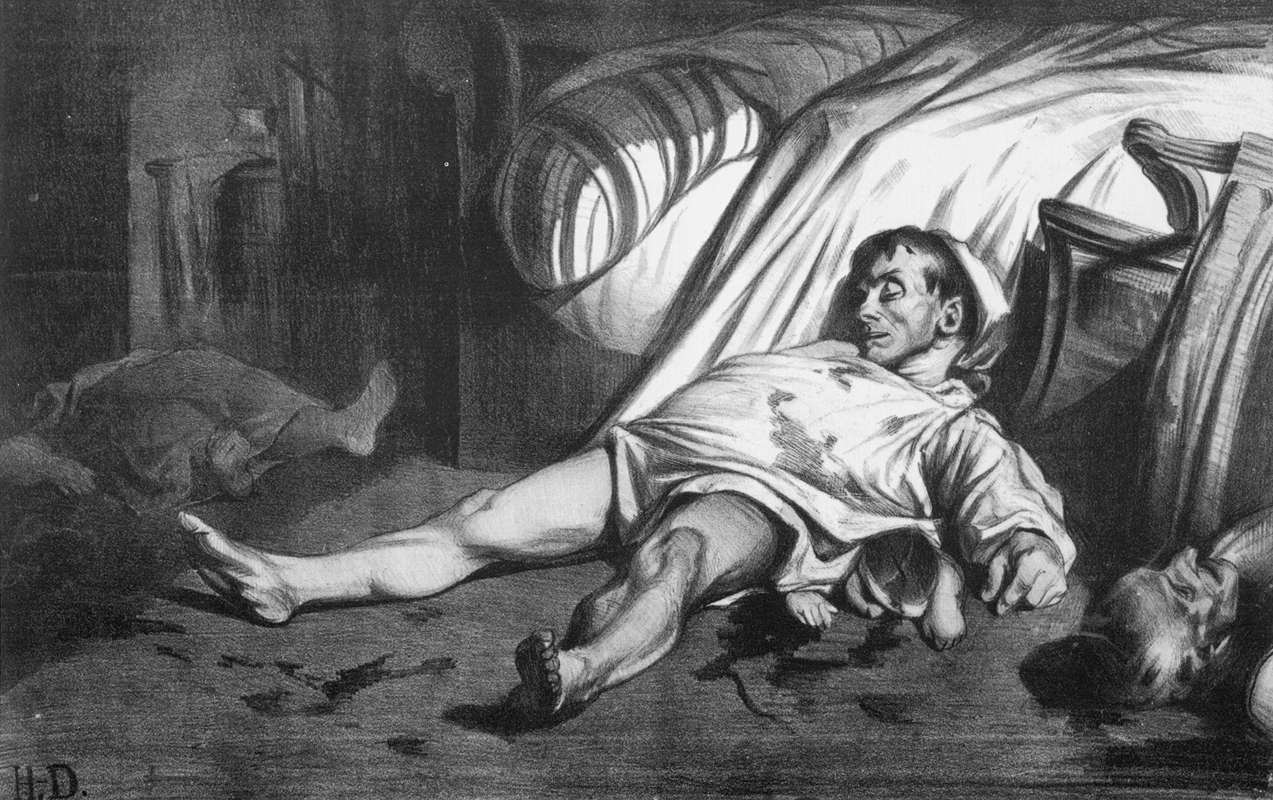
„A katonaság és a rendőrség különös kegyetlenséggel számolt le a felkelőkkel a Transnonain utcában.” Ennek állított emléket Honoré Daumier Rue Transnonain, April 15, 1834. című litográfiájával

A júliusi forradalom után elszaporodtak a titkos társaságok, Blanqui az egyik legradikálisabb köztársaságpárti szervezet, a Godefroi Cavaignac vezette Nép Barátainak Társasága (Société des amis du peuple) tagja lett. A Társaságot alapvetően jakobinista köztársasági szellemiség jellemezte, de hangot kaptak az utópista szocialista gondolatok képviselői is. Blanqui orátori tehetsége e szervezet forró hangulatú, gyakran több mint ezer résztvevős gyűlésein csiszolódott, s Heinrich Heine egyik beszámolója szerint, rövidesen az egyik legszívesebben hallgatott szónokká vált körükben. A Nép Barátainak Társasága magára vonta a kormány figyelmét is, s Auguste Casimir-Périer belügyminiszter 1832 januárjában a szervezet 15 vezetője ellen pert indított. A „tizenötök pere” néven elhíresült eseményen Blanqui is a vádlottak padján ült François-Vincent Raspail, Aloysius Huber, Ulysse Trélat társaságában. A vádlottakat felmentették, de Blanquit védőbeszédének néhány részlete miatt, kiegészítő vád keretében egy évi börtönre és 200 frank pénzbírságra ítélték. Büntetését előbb Versailles-ban, később a párizsi Saint-Pélagie-ben töltötte le, ezalatt megházasodott, volt tanítványát, a 19 éves Suzanne-Amélie Serre-t vette el feleségül.
A júliusi forradalom utáni évek különösen forrongó időszaka volt Franciaország történetének, mialatt Blanqui börtönbüntetését töltötte, 1832 júniusában újabb népfelkelés tört ki Párizsban. A forradalmi közeg némi magyarázattal szolgálhat arra nézve, hogy szabadulásakor már bizonyos ismertséggel rendelkezett a demokraták és forradalmárok körében. Az 1834-es lyoni és párizsi felkelések után 164 felkelőt állítottak bíróság elé, köztük Godefroi Cavaignacot és Alexandre Martint. A megtorlások a francia közvélemény általános felháborodását váltották ki, s Blanqui Armand Barbès, Alexandre Ledru-Rollin, Hughes Felicité Robert de Lamennais, Jules Favre, François-Vincent Raspail mellett részt vett a vádlottak jogi védelmében. A védők a per kezdetén politikai nyilatkozatot tettek közzé a Le National (Honfitárs) hasábjain, s ezért ők maguk is a vádlottak padjára kerültek. Csak 1835. május 20-án mentette fel őket a bíróság.

### Családok Társasága
1835-ben Blanqui csatlakozott az Armand Barbès által létrehozott Családok Társasága (Société des Familles) nevű illegális szervezethez, és egyik prominens vezetőjévé vált. Forradalmi céljaik elérése érdekében nagy hangsúlyt helyeztek a fegyveres felkelés előkészítésére, a tagsággal fegyver- és lőszerbeszerzési kötelezettség járt és titkos lőporüzemet hoztak létre. A rendőrség feljelentés miatt 1836. március 10-én letartóztatta a Társaság több tagját, köztük Blanquit és Barbèst. 1836. október 23-án Blanquit 23 társával együtt elítélték, ezúttal két év börtönt, 3000 frank pénzbírságot és további két év rendőri felügyeletet kapott. Büntetésének végrehajtását a Loire menti Fontervault börtönben kezdte meg. 1837. májusában az orléans-i herceg házassága alkalmából amnesztiarendelet született, mely a börtönt internálásra könnyítette, ennek következtében Pontoise körzetének Gency falujában telepedett le feleségével és időközben született gyermekével.

### Évszakok Társasága
Egy rövid nyugalmas periódus után azonban Armand Barbès és Martin Bernard részvételével még 1837-ben létrehozta az Évszakok Társaságát (Société des Saisons). Nagy hangsúlyt fektettek a szigorú, szinte katonai jellegű szervezeti struktúrára, politikai programjuk viszont rendkívül elnagyolt volt, melyet a királyság, az arisztokrácia, a burzsoázia gyűlölete, illetve az öntudatos kisebbség diktatúrája jellemzett. Blanqui 1839 elején elérkezettnek látta az időt a cselekvésre. Forradalmi helyzet kialakulásának tekintette a gazdasági válság nyomán megemelkedett munkanélküliséget; a néptömegek növekvő elégedetlenségét és politikai aktivitását; illetve a kormány elnökének lemondását; a tartós kormányválságot és a parlament feloszlatását. Számíthattak a főleg német emigránsokból álló Igazak Szövetsége támogatására, ugyanakkor ösztönzést jelentett még az is, hogy a rivális szervezet, a Demokratikus Falange magának szándékozott fenntartani a forradalom vezetését. 1839. május 12-én, egy előre kitűzött vasárnapi napon, a mintegy 500 forradalmár elfoglalta a városházát. A királyi katonai erők rögtön ellentámadást indítottak, s két nap alatt felmorzsolták az ellenállást. Az Évszakok Társasága Bizottsága felhívást tett közzé – aláírói az ideiglenes kormány tagjainak tekintették magukat –, azonban hiába szólították fel támogatásra a népet, a várt általános felkelés elmaradt. Mintegy száz forradalmár esett el a harcokban, sokan megsebesültek. Barbès a helyszínen, Bernard néhány nap múlva került fogságba, míg Blanqui öt hónapon át sikeresen rejtőzködött, s csak október 14-én, feljelentés nyomán fogták el, amikor az országhatáron Svájcba próbált átjutni.

### Kilenc év börtön

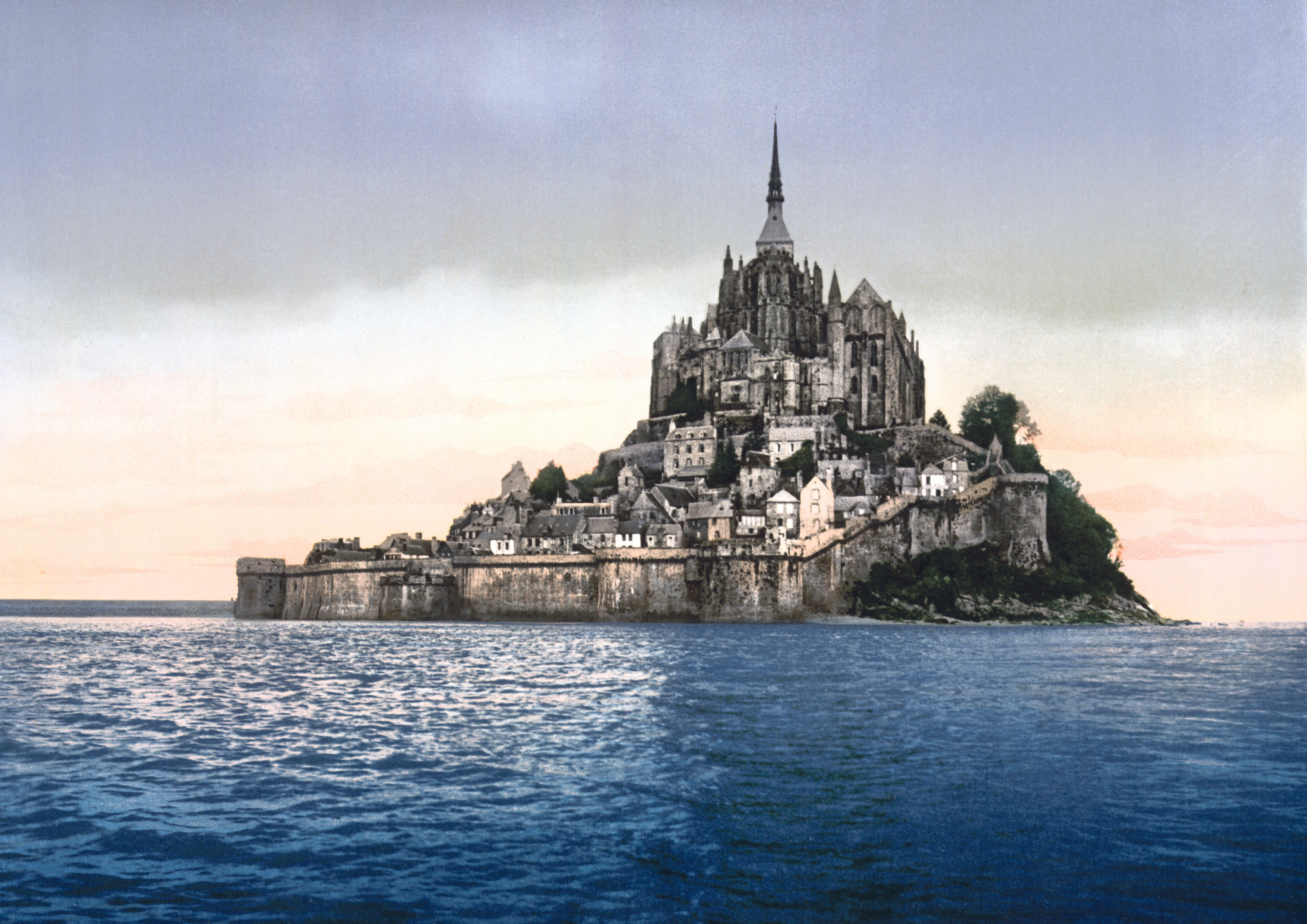
Mont-Saint-Michel 1900 körül

Barbèst, Bernard-t és a korábban elfogott felkelők többségét még 1839 júliusában, Blanquit és 29 társát 1840. január 13-án állították bíróság elé. Barbès halálbüntetést kapott, de a közvélemény tiltakozásának hatására életfogytiglani börtönre enyhítették. Blanqui halálos ítéletét 1840. május 31-én hirdették ki, de később ő is kegyelmet kapott és végül kilenc évi raboskodás után, az 1848-as forradalom alatt szabadult ki. Büntetését Mont-Saint-Michel hírhedt fegyintézetében kezdte meg, ahol a rabokat például vasbotokkal verték, s egyéb kínzásoknak vetették alá. A pszichés összeomlás, az öngyilkosság nem volt ritka az elítéltek között, a rossz higiénés állapotok következtében pedig járványos betegségek is tizedelték őket. Felesége a börtön közelébe költözött, hogy látogathassa, de hamarosan ágynak esett, s 1841. január 31-én, 26 évesen meghalt. Blanqui nemsokára szökést kísérelt meg három társával, de közben elfogták, s helyzete nehezebb lett. 1844 februárjában átszállították a tours-i fegyházba, ahol lebetegedett, és bekerült az intézet kórházába. Olyan súlyossá vált az állapota, hogy az orvosok lemondtak róla, s már szabadlábra helyezése is szóba került. 1846 elejére gyógyult fel, de Lajos Fülöp kegyelme ellenére nem hagyta el a kórházat, hanem Az ördög vidám fiai (Goguette des Fils du diable) néven irodalmi kört hozott létre, s munkásokat oktatott a kommunizmus eszméire. A megfigyelését ellátó rendőrügynök jelentésének hatására újra visszavitték a börtönbe, s 1847 áprilisában megint bíróság elé kellett állnia, amely végül bizonyítékok hiányában felmentette a kommunizmus terjesztésére alakult titkos szervezet vezetésének vádja alól. Visszakerült a kórházba, ahonnan 1848 februárjában szabadult.

### Az 1848-as forradalomban
Blanqui 1848. február 25-én érkezett Párizsba, s kilenc évnyi távollét ellenére rögtön bekapcsolódott a társadalmi harcokba. Ezen a napon robbant ki a „zászló ügy”. „A tüntetők a köztársaság kikiáltásával egyidejűleg azt követelték, hogy a vörös zászló legyen a köztársaság jelvénye, ily módon is jelezve annak szociális jellegét.” Ki akarták tűzni a vörös zászlót a városházára, amit a kormány megakadályozott, így aznap mintegy 500 csalódott, fegyveres fellépésre is elszánt forradalmár gyűlt össze a Prado-klubban, ahol Blanqui a felfokozott kedélyeket lehűtő, racionális tónusú beszédet mondott számukra. Óvta közönségét az elhamarkodott cselekvéstől és felhívta a figyelmet az ellenforradalom veszélyére, korábbi önmagának ellentmondva a nép általános támogatásának megszerzését, tényleges népi forradalmat tűzött ki célul. Javaslatára a klub felvette a Központi Republikánus Társaság (Société Républicaine Centrale) nevet, amely a párizsi köznyelvben csak Blanqui klub néven szerepelt. Február 26-án elmondott beszédében határozottan kiállt a forradalmárok számára oly fontos szimbólum, a vörös zászló mellett:
„Nem 93-at, hanem 1848-at írunk!
A háromszínű zászló nem a köztársaság zászlaja, hanem Lajos Fülöpé és monarchiáé.
A háromszínű zászló lengett a Transnonain utcai, a Vaise és a Saint-Étienne elővárosi mészárlások fölött – hússzor is megfürdött a munkások vérében.
A nép a vörös színt tűzte ki a 48-as barikádokra csakúgy, mint az 1832 júniusi, 1834 áprilisi, 1839 májusi barikádokra. Vereség és győzelem egyaránt felszentelte; mostantól fogva a vörös a nép színe.
Tegnap még dicsőségesen lobogtak a vörös zászlók épületeink homlokzatán.
Ma a reakció gyalázatosan sárba tiporja őket és rágalmakkal merészeli megbecsteleníteni.
Azt mondják, hogy ez a vér zászlaja. Pedig csak azoknak a mártíroknak a vérétől vörös, akik a köztársaság lobogójává tették.
Bukása a nép megsértése, halottaink megszentségtelenítése. A városi lovasrendőrség lobogója fogja beárnyékolni sírjaikat.
A reakció máris felsorakozik. Felismerhető az erőszakoskodásaikról. A royalisták emberei bejárják az utcákat és szidalmakkal és fenyegetésekkel ajkukon kitépik a vörös kokárdát a polgártársak gomblyukából.
Munkások! A ti zászlótok az, amely elbukik. Jól ügyeljetek! Hamarosan a köztársaság lép a nyomába!”
A zászló ügy végül a francia trikolór polgári híveinek győzelmével végződött. Ezekben a napokban Blanqui fáradhatatlan szervezőnek bizonyult, járta a munkáskerületeket, a klubokat és minden nap saját klubjában is felszólalt. Úgy ítélte meg, hogy a forradalom konszolidálása az elsődleges feladat és ehhez elengedhetetlen feltétel a polgári demokratikus szabadságjogok maradéktalan érvényesítése. Ezért a Központi Republikánus Társaság március 2-án egy 9 pontos követelést tartalmazó feliratot intézett a kormányhoz. Ennek fókuszában a „teljes és korlátlan sajtószabadság”, beleértve a „szellemi termékek terjesztésének teljes szabadságát”, illetve az „egyesülés és gyülekezés abszolút és elévülhetetlen joga” állt, de fellépett a régi ügyészi és ítélőbírói kar leváltása és a munkások és munkanélküliek illetménnyel járó felfegyverzése, nemzetőrségbe szervezése érdekében is.
Egy március 5-én kiadott rendelet bevezette az általános, „közvetlen” választójogot, melynek értelmében minden 21. életévét betöltött állampolgár választóvá vált. A royalista beállítódású és manipulálható, a lakosság túlnyomó többségét képező parasztság választójogának ellenforradalmi veszélyét Blanqui azonnal felismerte, s elsőrendű politikai céllá tette a választás elhalasztását, hogy elegendő idő álljon rendelkezésükre a parasztság politikai felvilágosítására. Március 6-án petíciót írt a választások elnapolása végett, melyet a Központi Republikánus Társaság által szervezett népgyűlés nevében a kormány elé terjesztettek, amit az válaszra sem méltatott. Március 14-én újabb, immár határozottabb hangnemű, kidolgozottabb érvkészletű petíció született, mely már burkolt polgárháborús fenyegetéseket is tartalmazott egy várhatóan royalista győzelmű választás esetére.
Ez e népgyűlés már nagyobb volt az előzőnél és a március 17-én tartott, 14 klub közös gyűlése, melyen az ismertebb politikusok közül Cabet is részt vett, már valóságos erődemonstrációt jelentett. Blanqui népszerűségének és támogatottságának gyors növekedése a reakciós körökben aggodalmat keltett, s egy „bértollnok” újságíró, Jules-Antoine Taschereau nem létező dokumentumok alapján rágalmazó kampányt indított ellene a közvélemény előtti lejáratása céljából. A La Revue rétrospective című lapban 1848. március 31-én megjelent írásban az 1839 májusi felkelés kapcsán Taschereau azt a látszatot keltette, mintha Blanqui elárulta volna társait rendőrségi kihallgatása során. Képtelensége ellenére a rágalmazásnak volt némi eredménye, többekben elhintette a bizalmatlanság magvát, s amely különösen mélyen érintette Blanquit, Barbès ellene fordult. Blanqui válaszul, április 14-én 50 barátjának aláírásával nyilatkozatot adott ki, melyben felhívta a figyelmet arra, hogy a legkorruptabbak vádolják megvásárolhatósággal, április 15-én pedig több újságban 500 börtönviselt tiltakozó nyilatkozata jelent meg védelmében. Április 23-án megtartották a nemzetgyűlési választásokat, s nagyrészt beigazolódott Blanqui előrejelzése az ellenforradalmat illetően. A mérsékelt köztársaságiak győztek legtöbb helyen és a radikálisok Louis Blanc és Alexandre Martin kivételével sehol sem jutottak be. Rouenben jelentkezett legerőszakosabb formában a royalista ellenforradalom, 59 halálos áldozattal járó mészárlást hajtott végre a fegyvertelen munkások között.

#### Május 15.
Az új nemzetgyűlés mellett a klubok gyorsan háttérbe szorultak. A politikai feszültség növekedett, a klubok május 15-ére tüntetést szerveztek, hogy nyomást gyakoroljanak a kormányra. Blanqui az ellenforradalmi erők tömörülése és túlereje miatt ellenezte a tüntetést, de amikor elkezdődött, ő is csatlakozott. A lengyel felkelők melletti szolidaritás csak formális ok volt a megmozdulásra, a szociális elégedetlenség jelentette a tényleges hajtóerőt. A tömeg megszállta a nemzetgyűlés üléstermét a Bourbon-palotában, lelkes beszédek hangzottak el, Blanqui a szociális követelések mielőbbi teljesítését szorgalmazta. Aloysius Huber a felfokozott légkörben rögtönözve, feloszlatottnak nyilvánította a nemzetgyűlést, s új kormány megalakítását indítványozta. Blanqui ezzel már taktikai szempontból nem értett egyet, ekkor elhagyta a termet. A polgári lakónegyedek nemzetőrsége és a katonaság hamarosan feloszlatta a demonstrációt, Barbès-t és Alexandre Martint (álneve: Albert) rögtön, Raspailt még aznap, Blanquit május 26-án tartóztatták le. Kilenc hónap előzetes letartóztatásban töltött idő után, 1849. március 7-én állították a Legfelsőbb Bíróság elé. „A bíróság előtt egy negyvennégy éves férfi jelent meg, aki hófehér hajával, sápadtan, kimerülten inkább egy öreg ember benyomását keltette”. Lelki megtöretésének része volt, hogy a rivalizáló, gyanakvó Barbès a szembesítés alkalmával alaptalanul, újra árulással vádolta. 1849. április 2-án hirdettek ítéletet, amely tíz év fegyházbüntetést rótt ki rá.

### Tíz hosszú év

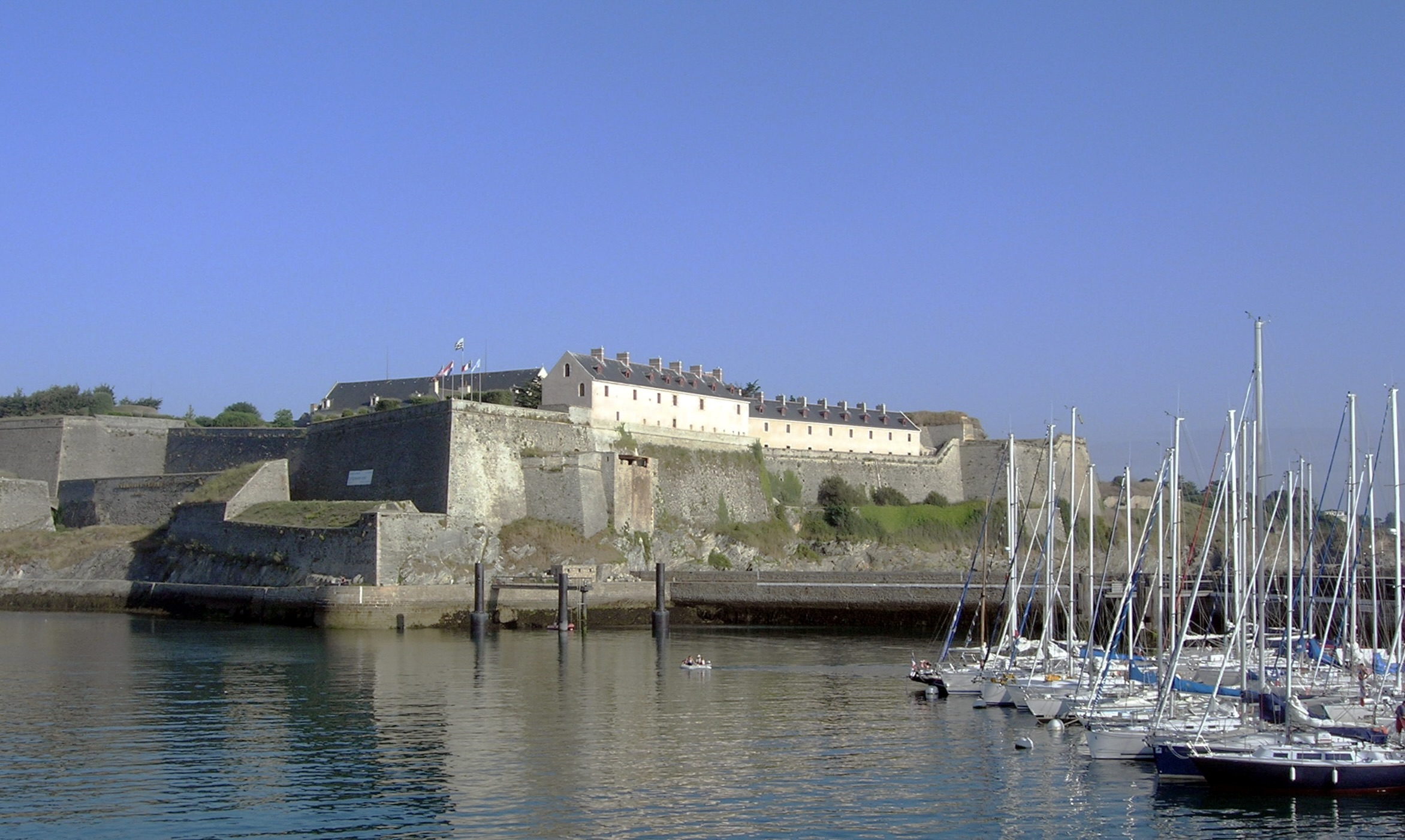
Blanqui börtöne: Belle-Île-en-Mer citadellája

Büntetésének első 19 hónapját Doullens város fegyházában töltötte le, ahol megengedték neki az olvasást és írást. 1850. október 20-án több társával együtt átvitték a politikai foglyok számára fenntartott Belle-Île-en-Mer börtönébe. Itt hozzávetőleg 240 rabtársával viszonylag liberális bánásmódban volt része, együtt étkezhettek, s a nap egy részében még beszélgethettek is. A viták során Blanqui és Barbès követőiből két tábor alakult ki. Felújultak Barbès régi vádjai, s mivel kezdetben Blanqui kevés támogatóval rendelkezett, ki volt téve gyanúsító rabtársai inzultusainak. „Blanquit többször bántalmazták politikai fogolytársai, s volt olyan időszak, amikor egyenesen életéért kellett rettegnie […] Blanqui felszólította őket, hogy állítsák becsületbíróság elé, de Barbès ezt elhárította.” Idővel azonban egyre többen álltak át az oldalára, részben politikai gazdaságtani előadásainak köszönhetően.
Ezen időszakának legjelentősebb írása a Figyelmeztetés a néphez címet kapta, s londoni emigránsok által a februári forradalom harmadik évfordulóját ünneplő bankett pohárköszöntőjének szánták. Az írás azonban rendkívüli élességgel, tagjait név szerint felsorolva támadta az egykori ideiglenes kormányt, ezért a bankett szervezői megpróbálták eltitkolni Blanqui pohárköszöntőjét, amely ennek ellenére nyilvánosságra került, s nagy politikai vihart kavart. Ez Blanquit arra ösztönözte, hogy hamarosan egy kommentárral egészítse ki írását.
A Figyelmeztetés a néphez című munka a jövő számára íródott, a legfőbb megállapítása, hogy a népet becsapták az álforradalmárok, s „kiszolgáltatták a reakciónak”:
„Milyen tengerszirt fenyegeti a holnap forradalmát? A szirt, amelyen a tegnap forradalma zátonyra futott, a néptribunszerepet játszó álcázott burzsoák sajnálatra méltó népszerűsége.
Ledru-Rollin, Louis Blanc, Crémieux, Marie, Lamartine, Garnier-Pagès, Dupont de l'Eure, Flocon, Albert, Arago, Marrast!
Kárhozatos lista! Vészterhes nevek, amelyeket vérrel írtak fel a demokratikus Európa minden utcakövére!
Az ideiglenes kormány ölte meg a forradalmat! Az ő fejére száll a felelősség minden csapásért, az ő fejére száll oly sok ezer áldozat vére.
A reakció csupán a mesterségét űzte, amikor a demokráciát megfojtotta. A bűn azokat az árulókat terheli, akiket a nép bizalma vezérekké tett, és akik a népet kiszolgáltatták a reakciónak.”
Blanqui legfontosabb következtetése, hogy elengedhetetlen a burzsoázia gárdáinak lefegyverzése és „valamennyi munkás felfegyverzése és nemzeti milíciába szervezése”:
„Csakis nyomorúságos elvetélésre vezetnének, ha a nép csupán elméletekkel foglalkozva lebecsülné az egyetlen gyakorlati, az egyetlen biztos eszközt, az erőszakot!
Fegyver és szervezet: ez a haladás döntő eleme, az egyetlen komoly eszköz arra, hogy a nyomornak véget lehessen vetni. Akinek fegyvere van, kenyere is van. A szuronyok előtt térdre hullanak, fegyvertelen tömegeket viszont pelyvaként szórnak széjjel. Felfegyverzett munkásoktól hemzsegő Franciaország – ez a szocializmus hatalomra jutása.
A felfegyverzett proletariátus elől minden akadály, ellenszegülés, lehetetlenség egyaránt el fog tűnni.
De azoknak a proletároknak, akik hagyják, hogy idejüket nevetséges utcai sétálásokkal, szabadságfákkal, csengő prókátori szólamokkal felcseréljék, először szenteltvíz, majd sértegetés, végül kartács és mindig a nyomor az osztályrészük.”

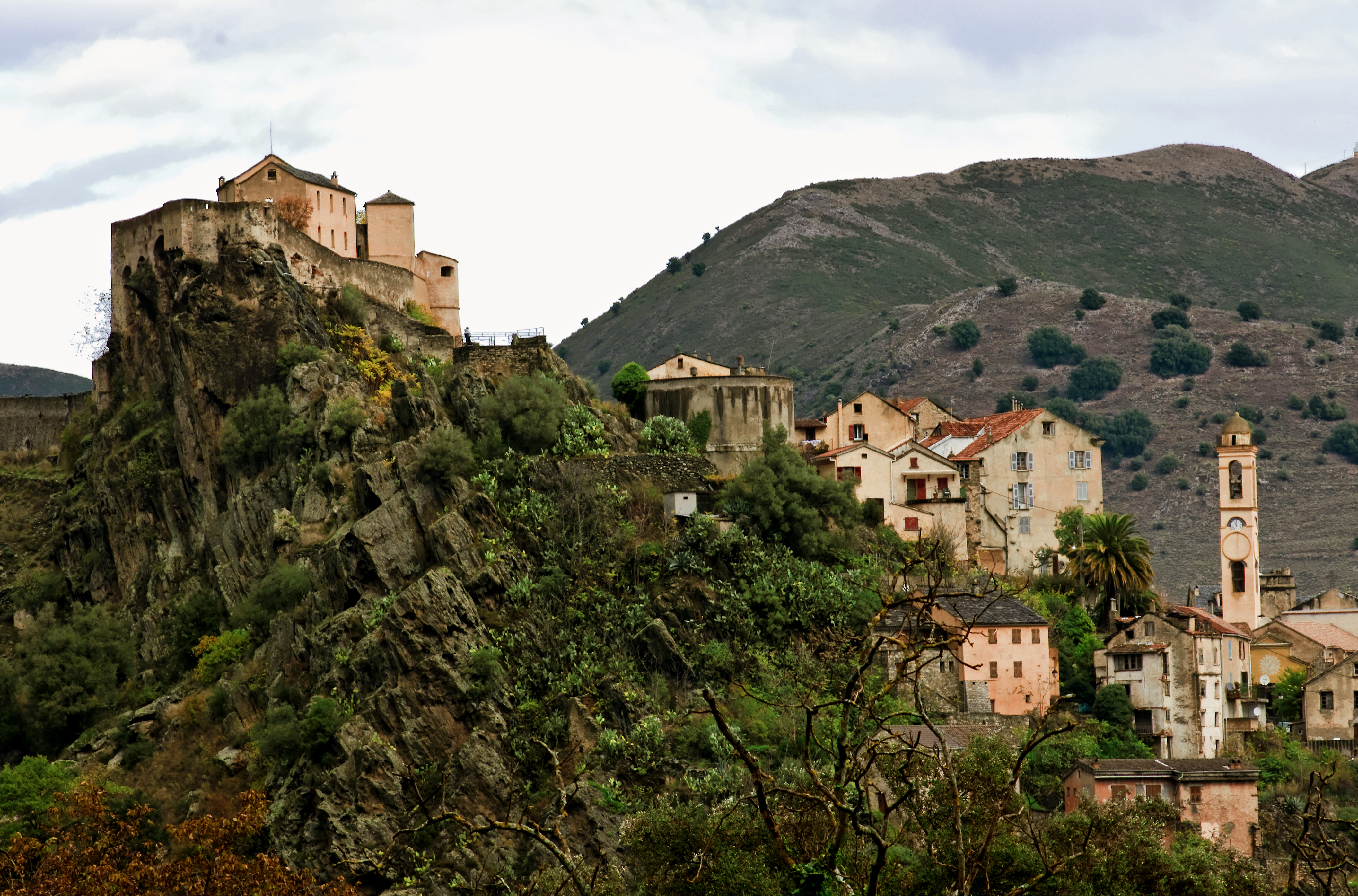
Korzikai raboskodásának helyszíne

Blanqui Belle-Île-en-Mer-ben szintén sokat olvasott, főleg filozófiai, közgazdasági, természettudományi, földrajzi tárgyú könyveket, melyeket anyja és nővére vittek be számára. Emellett cikkeket írt, levelezést folytatott barátaival, s ezáltal követte az aktuális politikai eseményeket. „Politikai érzékére vallott, hogy 1851 novemberében volt fogolytársához írott levelében megjósolta egy politikai államcsíny lehetőségét, amely néhány nappal később be is következett: Franciaország ura Louis Bonaparte, III. Napóleon lett.” Törékeny egészsége ellenére hallatlan ellenálló képességről tett tanúságot, amit annak is köszönhetett, hogy szigorú napirendet tartott, sportolt, kevés húst evett, bort nem fogyasztott, s lehetősége volt börtönablaka alatt saját kis konyhakertet művelnie, amiből zöldségekkel egészíthette ki étkezését. A viszonylag enyhébb börtönviszonyok ellenére sem adta fel szökési terveit, de 1852 őszén egyik titkos levelét elfogták, s emiatt egy másik, föld alatti cellába tették át. Ennek ellenére, egy év múlva cellatársával kalandos körülmények között mégis megszöktek, a szökést segíteni hivatott halász azonban a fejpénzre pályázva elárulta őket. Blanqui előbb sötétzárkát, majd később szigorított őrizetet kapott. 1854-ben Barbès kiszabadult, az elítéltek közötti feszültségek ezzel jelentősen csökkentek. 1857-ben 31 társával együtt Korzikára szállították, ahol a helybéliek lelkesen fogadták. Onnan 1859 áprilisában Algériába deportálták, ahonnan az 1859. augusztus 15-én kapott általános amnesztia révén szabadult.

### Az „Öreg”
Szabadulása után megfigyelés alatt tartották, s ki volt téve a rendőrség zaklatásának. Párizsban találkozott az időközben 24 éves fiával, akit azelőtt csupán néhány alkalommal láthatott. Ekkorra áthidalhatatlan távolság alakult ki köztük. Egy másik érzelmi sokk is érte, 1858-ban elhunyt anyja végrendelkezésének megfelelően elégették írásait, s keserűségét fokozta, hogy börtönévei alatt az egykori forradalmi hangulat, lelkesedés teljesen lelohadt. Blanqui III. Napóleon rendszerének, külpolitikájának megítélésében igen közel állt Marx értékeléséhez. 1859–1860-ban Közjó (Bien-être social) címen lapot akart alapítani, s ideje nagy részét ennek szervezésére fordította, ám mivel nem sikerült elegendő támogatót szereznie, 1861-ben feladta tervét. Összeesküvő társaság szervezésébe kezdett, ekkor azonban már egy seregnyi rendőr ügynökkel figyeltették, így 1861 júniusában megint letartóztatták, s nemzetközi sajtófigyelmet kiváltó pere után négy év börtönre ítélték. Újra a párizsi Sainte-Pélagie fegyházba került, melyet már ismert az 1832-es „tizenötök” és az 1835-ös „Családok Társasága” ügyei idejéből.

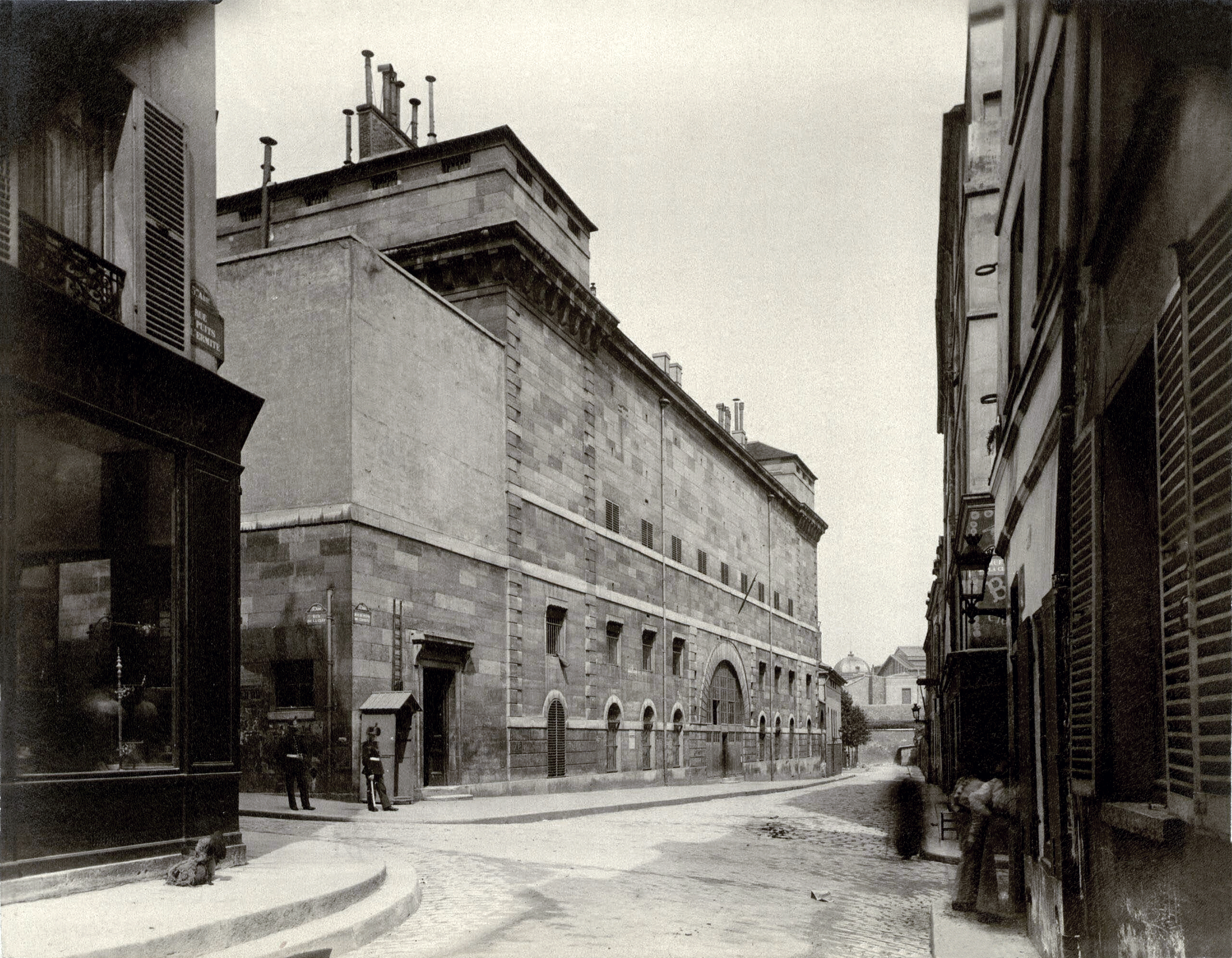
A párizsi Sainte-Pélagie börtön

Legendás forradalmi előélete, hírneve következtében hamar az elítéltek egyik legtekintélyesebb, legbefolyásosabb tagja lett, ekkoriban kapta az „Öreg” ragadványnevet. A politikai foglyok viszonylag szabadabb börtönviszonyainak köszönhetően egy blanquista tanítványi kört alakíthatott ki. Itt ismerkedett meg például Gustave Tridonnal, aki később az I. Internacionálé és a párizsi kommün tagja lett. Blanqui ebben az időszakban figyelemmel kísérte a nemzetközi eseményeket, lehetőségéhez képest aktívan politizált, írt, szervezkedett. 1864 márciusában megbetegedett, s átszállították a Necker-kórházba. Ekkoriban számos cikket publikált – álnéven – az időközben kiszabadult Tridon Candide című antiklerikális lapjába, amit azonban gyorsan felívelő népszerűsége miatt hamarosan betiltottak. 1865. augusztus 27-én a kórház személyzetét és a felügyelő rendőröket kijátszva a fiatal blanquisták kalandos körülmények között, álruhában, parókában megszöktették, s Brüsszelbe menekítették mesterüket.

### Brüsszel
Brüsszelben a francia emigráció egyik központjába került. Ott jelent meg Charles Longuet szerkesztésében a forradalmi köztársasági ellenzék Balpart (La Rive Gauche) című lapja, amellyel eredményes kapcsolatokat ápolt. 1865. október 29. és november 1. között Liège-ben ült össze a főleg orvostanhallgató és jogász diákok nemzetközi kongresszusa, akik körében Blanqui nagy népszerűségnek örvendett. A párizsi küldöttség tagja volt Tridon, Eugéne Protot, Ernest Granger, Aristide Rey, a bordeaux-inak pedig Paul Lafargue. Blanqui élénken érdeklődött a kongresszus munkája iránt, s találkozott is a diákok egy 20 fős csoportjával. Az egyik legfontosabb dolog volt számára a fiatalság önálló, kreatív forradalmi szellemisége, ezért óvta őket a tekintélyelvűségtől, a dogmatizmustól, az epigonizmustól, az idősebb forradalmárok kritikátlan csodálatától. Ez a figyelmeztetés részben arra is vonatkozott, hogy óvakodjanak a forradalom egykori polgári liberális és demokrata árulóitól, akiknek egykori munkásellenes szerepét elhomályosította a reakció általi újabb üldöztetésük nyomán szerzett politikai „gloire”.
Ez az időszak kissé nyugalmasabb periódusa volt életének, újra sok ideje jutott az olvasásra és írásra. Brüsszeli emigrációja alatt írt munkái A társadalmi kritika (Critique sociale) című posztumusz kiadású két kötetben jelentek meg 1885-ben. Elmélyültek kapcsolatai az I. Internacionálé szocialistáival, s politikailag is közelebb került hozzájuk, Charles Longuet és Paul Lafargue ismerték munkáit, s rendszeres ismertetéseket közöltek azokról a La Rive Gauche-ban. Az Internacionálé francia szekciójának többségét proudhonisták alkották, s Blanqui és hívei több alkalommal összeütközésbe kerültek velük. A konfliktusok magva politikai ellentéteken alapult. Blanqui támogatta a sztrájkharcokat, mert szerinte azokból fejlődhetnek ki a felkelések. Ezzel szemben Tolain és proudhonista társai a termelő és fogyasztási szövetkezetek és pénzügyi alapok létrehozásán dolgoztak, s tartózkodtak a közvetlen politikai harctól. A blanquisták alaptalanul azzal vádolták őket, hogy eladták magukat a császárságnak. A politikai rendőrség pedig arra törekedett, hogy ezek a meglévő ellentétek elmélyüljenek. Ezek a konfliktusok akkor csökkentek, amikor az Internacionálé 1867. évi lausanne-i kongresszusának határozata értelmében, a szekciók kötelességévé nyilvánította a politikai szabadságjogokért és a köztársaságért folytatott harcot. 1867 telén két nagyobb letartóztatási hullám is történt a franciaországi blanquista csoportok körében, Blanqui ekkor illegálisan Párizsba utazott, s személyesen vett részt a földalatti hálózat újjáépítésében. Erősen centralizált, szigorúan konspiratív szervezetet hozott létre, hogy megakadályozza a szélesebb körű lebukásokat.
1866-ban írta Útmutatás a fegyverfogáshoz (Instructions pour une prise d'armes) című tanulmányát, amelyben leszűrte a korábbi felkelési kísérletek történelmi tanulságait. Különös fontosságot tulajdonított a szervezettségnek, és sokkal nagyobb figyelmet szentelt a forradalmi helyzet elemzésének, a tömegek támogatásának. Ennek érdekében kiszélesítették propagandájuk körét, felszólaltak nyilvános rendezvényeken, s népszerűsítették szociális követeléseiket. A szövetségi politika jelentőségét leértékelte, az 1848-as forradalom elárulásának következményeként a polgári köztársaságiakkal semmilyen taktikai szövetséget sem tartott elképzelhetőnek. Ezért bírálta az Internacionálé III. Napóleon elleni 1869-es nyílt levelét, amiben összefogást szorgalmazott a polgári ellenzékkel. Új stratégiájának próbatétele volt Victor Noir újságíró temetése 1870 januárjában, amely több mint 100 ezer fős politikai demonstrációvá változott. Ezen, bár minden eshetőségre készen, fegyveresen vonultak fel egységei – maga is jelen volt inkognitóban –, a körülmények alapos mérlegelésével elhalasztotta a felkelés elindítását. A francia–porosz háború 1870. július 19-i kitörése utáni kormányellenes közhangulatot azonban a Párizsban élő blanquisták tévesen ítélték meg, s vezérüket Párizsba hívták. A felkelési kísérlet tömegtámogatása elmaradt, a blanquisták elszigetelődtek, s akciójukat gyorsan felszámolták.

### A kommün
Amikor a sedani vereség után, 1870. szeptember 4-én kikiáltották a köztársaságot, Blanqui Párizsba ment, és legfőbb feladatának a honvédelem szervezését tartotta. A Központi Vásárcsarnok Kávéházban tartott gyűlésen felszólalva azt képviselte, hogy 16 és 60 év között minden egészséges férfit be kell sorozni, minden megadási kísérlet ellen fel kell lépni, a megalakuló nemzetőrség tisztjeit pedig választani kell. Szeptember 7-én elindította La patrie en danger (A haza veszélyben) című napilapját, amely december 9-éig összesen 98 alkalommal jelent meg, s mindegyik számába írt valamilyen cikket. Az újságot jellemző sajátos „igazmondó stílus”, amely számot vetett a nehézségekkel és az áldozatvállalás szükségességével, nem szerzett nagy olvasótábort.
Az első napokban még a politikai ellentéteket félretevő nemzeti egység, a forradalmi honvédelem álláspontját vallotta, s népfelkelést sürgetett. Elképzeléseit a klubokban és az esténként megtartott népgyűléseken is ismertette. Megválasztották a nemzeti gárda egy új zászlóaljának parancsnokává, s e tisztségében az egyébként egymástól szervezetileg független zászlóaljak parancsnokait összehívta, politikai tanácskozást tartottak, hogy nyomást gyakoroljanak a kormányra az elhalasztott választások megtartása végett. A reakció előretörését tapasztalva, szeptember 19-én már bírálta cikkében a kormányt, s ezt írta: „Az ideiglenes kormány nem egyéb, mint a császárság sápadt utánzata.” Blanqui azzal vádolta a nemzeti védelem kormányát, hogy fél a nép felfegyverzésétől és inkább egyezkedik, lepaktál a poroszokkal.

#### Október 31.
Metz október 30-i feladásának hírére, 31-én hatalmas spontán demonstráció kezdődött a nemzeti védelem kormánya ellen. A lázadók megdöntötték a kormányt és közfelkiáltással egy ideiglenes forradalmi kommünt választottak, amelyben Blanqui is helyet kapott. Elfoglalta hivatalát, s számos katonai intézkedést rendelt el a védelem megerősítésére. Parancsainak többsége azonban végrehajtatlan maradt, mert Louis Jules Trochu tábornokot a zűrzavaros helyzetben kiszabadították, aki összevonta a megdöntött kormányhoz hű erőket és visszaszerezte a hatalmat. Mivel a hatalom visszavétele nem tűzharcban történt, Blanqui elhagyhatta a helyszínt. Előrejelzéseinek megfelelően a reakció előretört, az állami pozíciókból egymás után távolították el a forradalmi gondolkodásúakat, köztük a népszerű Raoul Rigault-t a rendőrfőnökségről. Blanqui a következő napokban sorra írta méltatlankodó cikkeit, melyben félelemmel, gyávasággal vádolta Párizs népét, azzal, hogy a „polgárháborútól való irtózásuk” miatt elszalasztották a kedvező alkalmat a forradalom kivívására:
„Az önfeláldozást leteperték. Az önzés diadalmaskodik. A történelmi Párizs eltűnt. Megmarad a haszonlesés és a bujaság, a zabálás és a bordélyház Párizsa.
Ez a Párizs, melytől a közeli és távoli ellenség egyaránt reszketett – nincs többé. Ma Párizs fél, Párizs gyáva. Jó evést ivást akar és látványosságokat, lányokat és muzsikát.”
A következő hónapokban megjelent cikkeiben felhívta a figyelmet a francia és a porosz reakció összefogásának veszélyére. A visszatért kormány nem tartotta be amnesztia ígéreteit, több blanquista vezetőt, köztük Tridont, Jaclard-t és Gabriel Ranvier-t letartóztatta. 1871. január 19–20-án az újabb vereség hatására a nemzeti gárda egységei betörtek a Mazas-börtönbe és kiszabadították a 31-i felkelés nyomán bebörtönzötteket. „A forradalmi egységek másnap a Városháza elé vonultak, de a polgári kormány és a katonai vezetőség is felkészült a leszámolásra. Blanqui maga is megjelent a csata színhelyén, de nem adott jelt a támadásra. A fegyveres harcot a Városházát védő katonák kezdték meg, az összecsapást ők provokálták – majd bekövetkezett a forradalmárokkal való fegyveres leszámolás, és a vezetők egy részének letartóztatása.” Blanqui ismét elkerülte a letartóztatást. A februári parlamenti választásokon több mint 52 ezer szavazatot kapott, de ez nem volt elég, hogy képviselővé válasszák. Február 12-én még kiadott egy röplapot, majd betegen elhagyta Párizst, s előbb Bordeaux-ba, majd unokahúgához Louliéba utazott. Március 9-én a betegágyából vitték el, és rövid időre börtönkórházba került.

### Nyolc év „örökkévalóság”

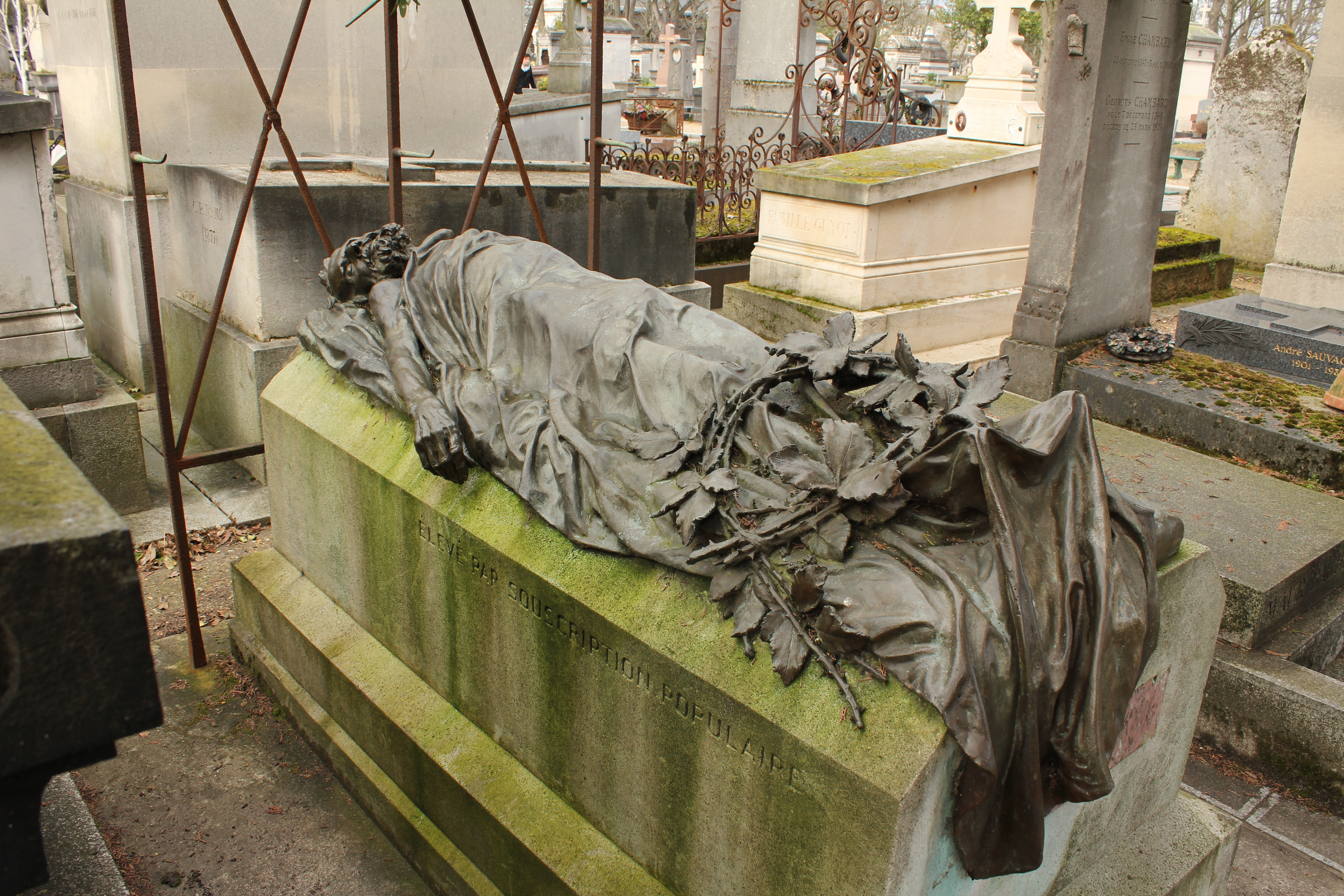
Louis Auguste Blanqui síremléke Père-Lachaise temető, Párizs

Március 20-án átszállították Cahors börtönébe, ahol köztörvényesek közé helyezték. A Párizsi kommün választásain a város 18. és 20. kerületében képviselővé választották, de az ellenforradalmi kormány a felajánlott túszcserét visszautasította. Május 22-én átvitték Taureau erődbörtönébe, ahol az idős foglyot föld alatti, hideg és nyirkos cellába tették, őrizetét megszigorították. Elszigetelt magányában írta L’Éternité par les astres (Az örökkévalóság a csillagok alapján) című munkáját, melyet 1872 januárjában felolvastak a Tudományos Akadémián, majd megjelent A francia köztársaság című lapban. 1871. november 12-től Versailles-ba került, s majd egyévi vizsgálati fogság után, 1872. február 15–16-án állították hadbíróság elé. A vád nem csupán az október 31-i felkelésben való részvétele volt, hanem „»morálisan« felelőssé tették a párizsi kommün létrejöttéért is.”
Blanqui az előző alkalmakhoz hasonlóan, ott is rendíthetetlen bátorságról tett tanúságot, visszautasította a vádakat, szemére vetette a katonai vezetésnek, hogy nem tettek meg mindent a haza védelme érdekében. A haditörvényszék életfogytiglani Új-Kaledóniába való deportálásra ítélte, de egészségi állapotára való tekintettel módosították az ítélet végrehajtását, s szeptember 17-től a Ville-sous-la-Fertében található Clairveaux börtönbe került. Kezdetben egy 1,5 méter széles, 2 méter hosszú, majdhogynem ablaktalan magánzárkába került. Később enyhítettek ezeken a szigorú körülményeken, s engedélyezték könyvek és írószerek bevitelét. Az egészségtelen börtönviszonyok miatt hónapokon át betegeskedett. Jules Guesde és Gabriel Deville Az egyenlőség (L’Égalité) című lapjukban vetették fel 1878-ban, hogy képviselővé választásával ki lehetne hozni Blanquit a fogságából. Többszöri nekifutás és kampányok után végül 1879 márciusában Bordeaux-ban képviselővé választották, de a kormány megsemmisítette az eredményt és a parlament is elutasította a tiltakozásokat. Országos mozgalom jött létre kiszabadítására, mire a köztársasági elnök amnesztiában részesítette, és 8 év és 3 hónap után, 74 évesen elhagyhatta a fegyházat. Korát meghazudtolva rögtön belevetette magát a politikai küzdelmekbe, s újra elindult a képviselői helyért. 1880. november 20-án megjelentette Sem isten, sem úr (Ni Dieu, ni maître) című lapját, s aktív publicisztikai tevékenysége mellett, népgyűléseken is rendszeresen fellépett. 1880. december 27-én mondta el utolsó beszédét egy nagygyűlésen, majd szívrohamot kapott és öt nap múlva elhunyt. Temetésén 200 ezer gyászoló vett részt.

### Politikai hagyatéka
A Blanqui nevével fémjelzett kommunista irányzatot, a blanquizmust tanítványai, követői, a blanquisták vitték tovább. A 19. századi franciaországi társadalmi fejlődés következtében a párizsi kommün után a munkásmozgalomban a demokratikus szabadságjogokért, az általános választójogért folytatott harc került előtérbe, s a blanquizmus meghatározó átalakuláson ment keresztül. Blanqui életének utolsó éveiben felismerte a politikai tömegharc jelentőségét, s maga is részt vett benne. Halála után Édouard Vaillant vezetésével a forradalmi, összeesküvő szektából egy nyitottabb, a legális eszközöket elfogadó párt alakult, mely később beolvadt a szocialista, marxista munkásmozgalomba. Ezzel párhuzamosan a blanquizmus fogalma egyre negatívabb, pejoratívabb jelentéssel telítődött, a politikai küzdelmekben való alkalmazásának klasszikus példái közé tartozik Eduard Bernstein marxizmus bírálata, illetve Rosa Luxemburg Lenin kritikája.

## Művei
- Instructions pour une prise d'armes (Útmutatás a fegyverfogáshoz) (franciául) (1866)
- La patrie en danger (franciául) (1871)
- L'Eternité par les astres (Eternity Through the Stars) (angolul) (1872)
- La critique sociale (1886) (franciául)

### Magyarul
- Auguste Blanqui válogatott művei; vál., bev., jegyz. Jemnitz János, ford. Remsei Flóra; Gondolat, Bp., 1968. 339 old.